# 顧錫疇
顧錫疇（1585年—1646年），字九疇，號瑞屏，南直隸蘇州府崑山縣（今江蘇省崑山市）人，明末政治人物，萬曆己未進士。弘光時任禮部尚書。隆武時，加太子太師東閣大學士。因欲彈劾总兵贺君尧被杀。

## 生平
顾锡畴十三岁时，以诸生身份参加應天府乡试，魏国公徐弘基将女儿许配给他。萬曆四十六年（1618年）中式順天鄉試第二名。万历四十七年（1619年）聯捷进士，选翰林院庶吉士，授检讨。天启四年（1624年），与给事中董承业為福建鄉試主考，取中五經奇才顏茂猷。魏忠贤党羽指责他们是东林党人，两人一起降职。最后，被削夺官籍。
崇祯初，得崇祯帝召见，官复原职。升任国子监祭酒。他奏请恢复积分法，礼官阻挠不予施行。顾锡畴又申诉此事，并请求选择监生担任州县长官。此后，奏请订正陪祭祀者的位次，担当国子博士的进士能参与考核、录用。崇祯帝均同意。之后他母丧回乡，并请求不再出仕。丧期满后，起用为少詹事，晋升詹事，加封礼部左侍郎，负责部中事务。皇帝曾经召见他面商国事，询问理财用人的问题。顾锡畴告退后，陈述了用人方面的五点失误，称：“考察选官没有法度，文网太严峻，议论太多，太拘泥于资格，对人没有鼓励效果。请使先用人的地方清正源流。精心鉴别，依照才能任用，这是好处一。赦免小过失而不完全废弃，这是好处二。减少议论而专门责其成事效率，这是好处三。选择奇异人材而不拘泥于平常规章，这是好处四。积极奖励而宽缓督察、责备，这是好处五。”最后极力陈述耗靡钱财的弊端，仍然归其根源在于用人。皇帝对他的奏疏称好。
杨嗣昌奏疏请求招抚流寇，其中有“乐天者保天下”和“善战者服上刑”的话。顾锡畴争辩，称这是诸侯间交战的事情，引用不合伦理，与杨嗣昌互相攻击。杨嗣昌当时主持政务，诸位言官都攻击他，杨嗣昌很怀疑顾锡畴所为。遇上驸马都尉王籨犯罪，顾锡畴准备从轻发落，杨嗣昌借机攻击，便削夺了他的官籍。崇祯十五年，朝廷大臣交相举荐，皇帝召他回朝。御史曹溶、给事中黄云师又称不应该任用他。皇帝不听，任命他为南京礼部左侍郎。
甲申国难后，福王朱由崧立位，顧錫疇升任本部尚书。福王尊奉福恭王为恭皇帝，准备商议庙祀，顾锡畴奏请另外设立专门的庙宇。不久，请求增补建文帝的庙祀谥号、明景帝的庙号和建文朝忠臣的赠封与谥号，均獲准施行。东平伯刘泽清称：“宋高宗在南京即位，靖康二年五月即改建炎纪元，以遵从民望。我请求从今年五月改为弘光纪元。”顾锡畴明确地说诏令已经颁布，不能追悔更改，方才作罢。当时确定大行皇帝的庙号为思宗，忻城伯赵之龙称“思”不是美称，引经据典核证，顾锡畴也认为如此，上奏请求更改。大学士高弘图因为前面提议极力坚持，于是事情擱置。温体仁去世，特谥文忠，而文震孟、罗喻义、姚希孟、吕维祺都没有获得谥号。顾锡畴称：“温体仁得皇上信任，行使政令最为专横而且长久，他对先帝所负的罪大且深重，请求将文忠谥号，或者删削或者更改，而增补文震孟等大臣的谥号，使普天下奖惩有度。”答复可以。于是增补诸臣的谥号，剥夺了温体仁谥号。吏部尚书张慎言离职，顶替的徐石麒没有到任，朱由崧命令顾锡畴负责事务。当时马士英掌握国政，顾锡畴一向与他不和。给事中章正宸、熊汝霖弹劾他，于是他请求到南海祭祀而离去。弘光元年（1645年）春，御史张孙振极力颂扬温体仁的功绩，请求恢复他原来的谥号。便勒令顾锡畴退休。
五月，清军破南京，崑山也被攻占。顾锡畴的正遭父丧，由小路赴福建。唐王命令他就任原职，他极力推辞，在温州江心寺寓居。总兵贺君尧鞭挞侮辱诸生，顾锡畴準備弹劾，被贺君尧乘夜色派人杀害，尸体投入江中。温州人寻找多日，方得收葬。

## 著作
顧錫疇博通經史，以時文著名。著有《文匯稿》《典禮奏疏》《大學通考》等。編有《綱鑑正史約》《秦漢鴻文》等。曾刊刻《迪吉錄》《四大家文選》。

## 家族
曾祖顾梦羽，官蕲州府知府；祖父顾允元，万历十四年（1586年）进士，福建瓯宁县知縣。父顧天敘，萬曆戊子舉人，知铅山县，补元城县。
妻徐氏，徐達九世孫徐弘基之女。女婿李可汧。

## 延伸阅读
[在维基数据编辑]
 《明史卷二百一十六》，出自《明史》

| 官衔                     | 官衔                                | 官衔          |
| ------------------------ | ----------------------------------- | ------------- |
| 前任： 王鐸              | 南明（南京）禮部尚書 1644年－1645年 | 繼任： 陳子壯 |
| 前任： 黄锦 南京禮部尚書 | 南明（南京）禮部尚書 1644年－1645年 | 繼任： 陳子壯 |
| 前任： 陳子壯            | 南明南京禮部尚書 1645年－1646年     | 不再設立      |